# Hannah Mancini
Pour les articles homonymes, voir Mancini.
Hannah Mancini, née à Los Angeles le 12 mars 1980, est une chanteuse américaine vivant en Slovénie.

## Biographie
En 2011, avec Sylvain et Mike Vale elle participe à l'EMA, la finale nationale slovène pour l'Eurovision 2011 avec la chanson Ti si tisti.
En février 2013, elle est choisie pour représenter la Slovénie au Concours Eurovision de la chanson 2013 à Malmö, en Suède avec la chanson Straight into Love.

## Discographie
- 2013 : Straight Into Love